# ایستگاه متروی یوستون
ایستگاه متروی یوستون (انگلیسی: Euston tube station) یکی از ایستگاه‌های خط ویکتوریا و خط شمالی متروی لندن است.
این ایستگاه که در منطقه کمدن لندن قرار دارد در سال ۱۹۰۷ میلادی تأسیس شده است.